# Hypochiloidea
Hypochiloidea è una  superfamiglia di aracnidi araneomorfi che comprende una sola famiglia:
- Hypochilidae MARX, 1888